# Mirzaka
Mirzaka (persiska: میرزکه), eller Wuluswali-ye Mirzaka (ولسوالی میرزکه), är ett distrikt (wuluswali) i östra Afghanistan, i provinsen Paktia.
Mirzaka är ett av landets provisoriska distrikt och beräknades år 2022 ha omkring 10 000 invånare.